# Riedelia areolata
Riedelia areolata là một loài thực vật có hoa trong họ Gừng. Loài này được Theodoric Valeton miêu tả khoa học đầu tiên năm 1913.

## Phân bố
Loài này được tìm thấy ở cao độ 75–300 m trong rừng miền núi gần Naumoni, sông Mamberamo, tỉnh Papua ở tây bắc đảo New Guinea, thuộc địa phận Indonesia. Mẫu vật điển hình: M. Moszkowski 387.